# Акиндін (мученик)
Святий Акиндін (? — 330, Персія) — перський християнський святий юнак, мученик. Постраждав від меча за Христа разом з 341 перськими вельможами та воїнами за царювання короля Сапора в Персії (Ірані).

## Історія мучеництва Святого Акиндіна, Пигасія і Анемподиста
Перський король Сапор жорстоко переслідував християн. Він ув'язнив відважних юнаків Акиндіна, Пигасія і Анемподиста й наказав їх мучити. Їхнє мужнє свідчення Христової віри навернуло мучителя Афтонія, який за Божою ласкою увірував у Христа й почав уголос прославляти Його, а також чотирьох вояків. Усі новонавернені християни загинули мученицькою смертю від меча. Обурений жорстокістю царя, вельможа Елпідифор почав докоряти правителеві за кров невинних християн. Тоді король звелів і його вбити мечем, а разом з ним інших вельмож і триста вояків, які тоді навернулися до Христової віри. Всіх мучеників було 341. Діялося це 330 року.
- Пам'ять — 15 листопада (Свв. мучч. Акиндіна, Пигасія, Анемподиста, Афтонія і Єлпідифора.)